# Ponte ferroviária de Blackfriars
A ponte de Blackfriars Railway é uma ponte ferroviária que atravessa o rio Tamisa em Londres, entre a Blackfriars Bridge e a Millennium Bridge.
Houve duas estruturas com este nome; o primeiro foi inaugurado em 1864 em um projeto de Joseph Cubitt para a London, Chatham and Dover Railway. Após o estabelecimento da Ferrovia do Sul em 1924, os trens intermunicipais e europeus terminaram na Estação Waterloo e a Estação de São Paulo tornou-se uma estação local, de modo que a ponte tornou-se cada vez menos usada. Como suas estruturas se enfraqueceram ao longo do tempo e já não aguentava mais o trânsito dos trens modernos, em 1985 a estrutura metálica foi retirada e os pilares de sustentação foram mantidos.
A segunda ponte, construída ao lado da demolida, foi originalmente chamada de St Paul's Railway Bridge e inaugurada em 1886. Ainda está em uso e foi feito de aço por John Aird & Co. Quando a estação de St Paul mudou seu nome para Blackfriars em 1937, a ponte também mudou de nome.

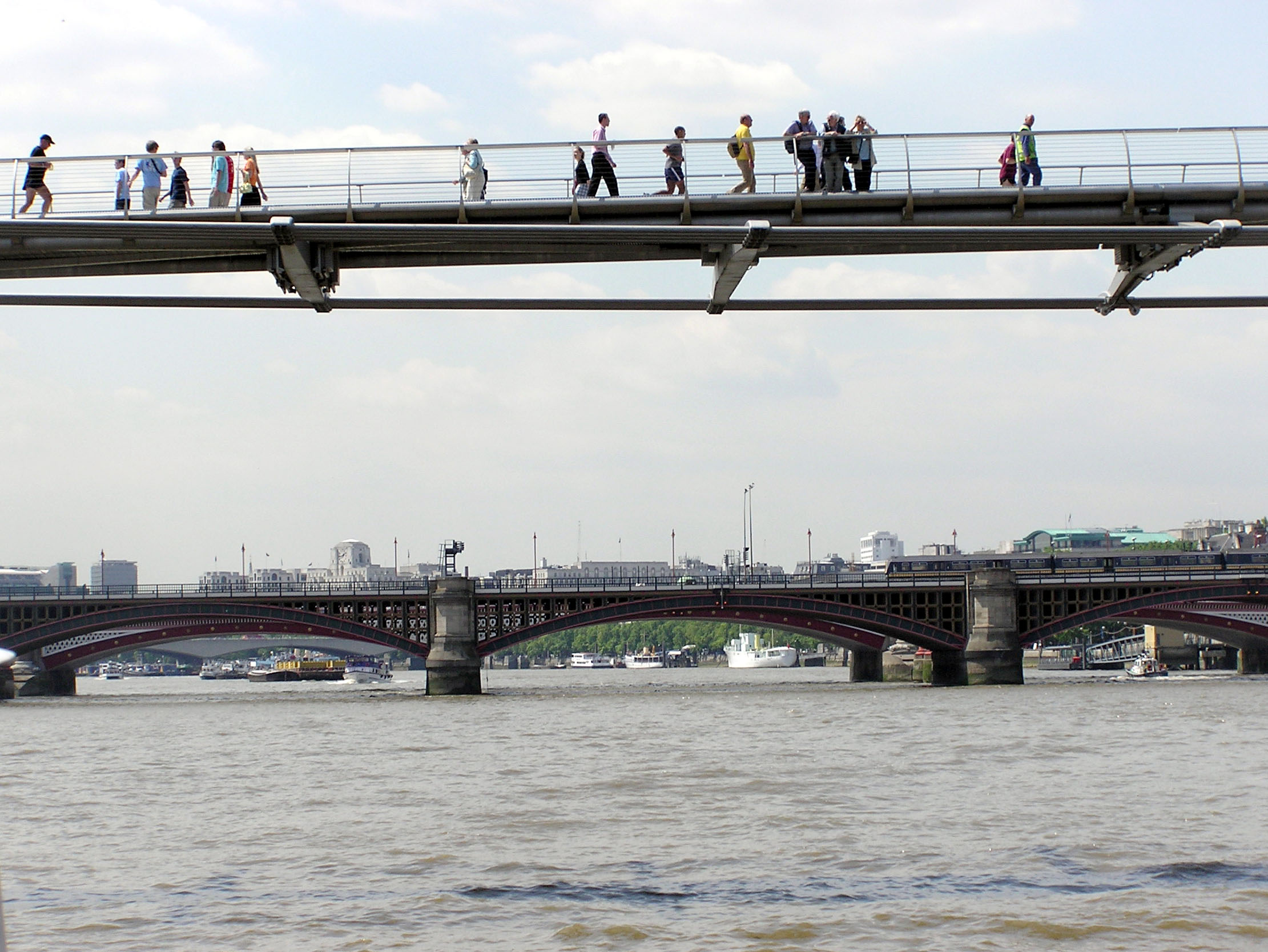
Ponte Ferroviária Blackfriars. A Ponte do Milênio em primeiro plano.
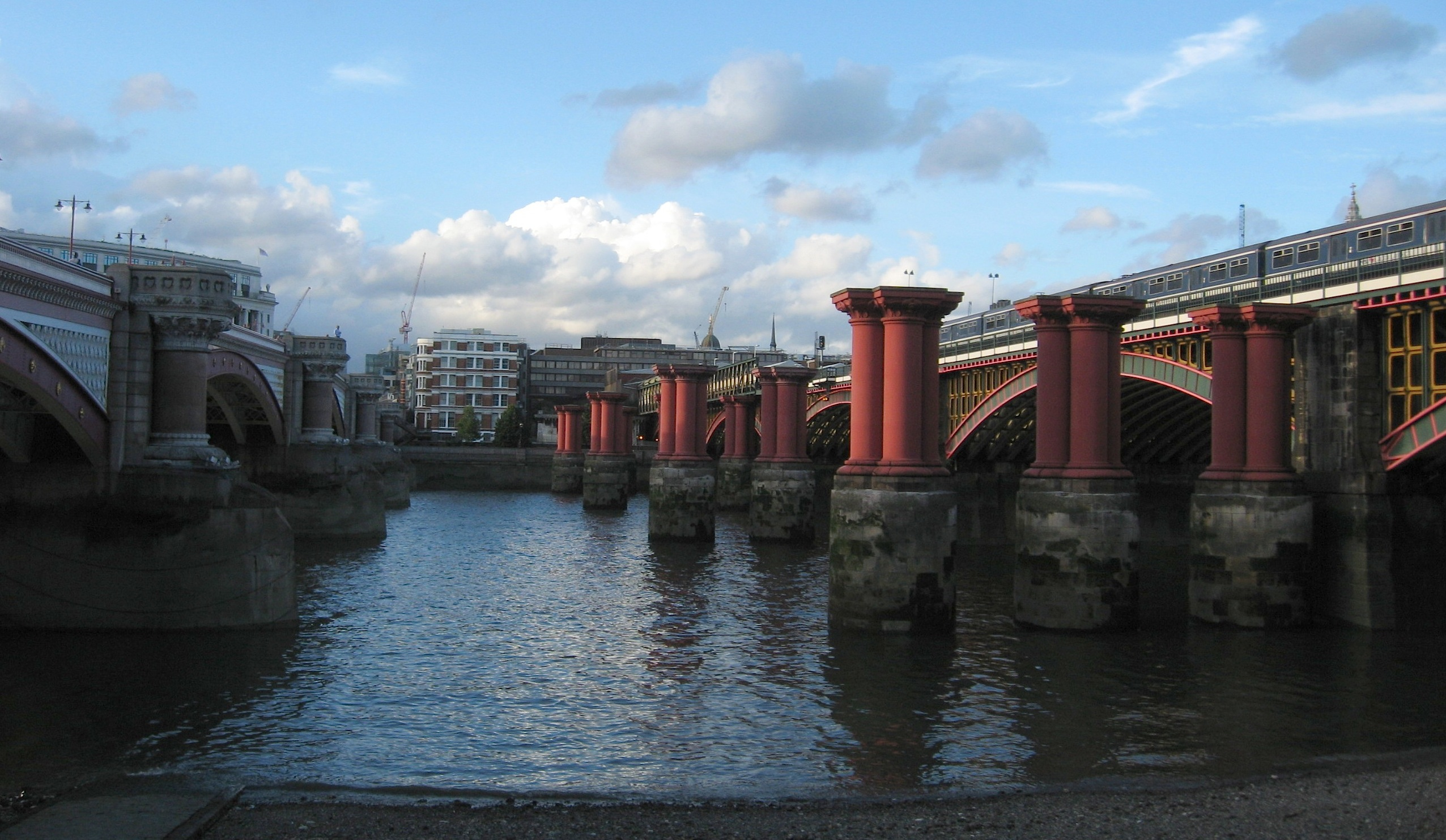
Ponte Blackfriars e pontes ferroviárias Blackfriars, da margem sul do Tamisa.
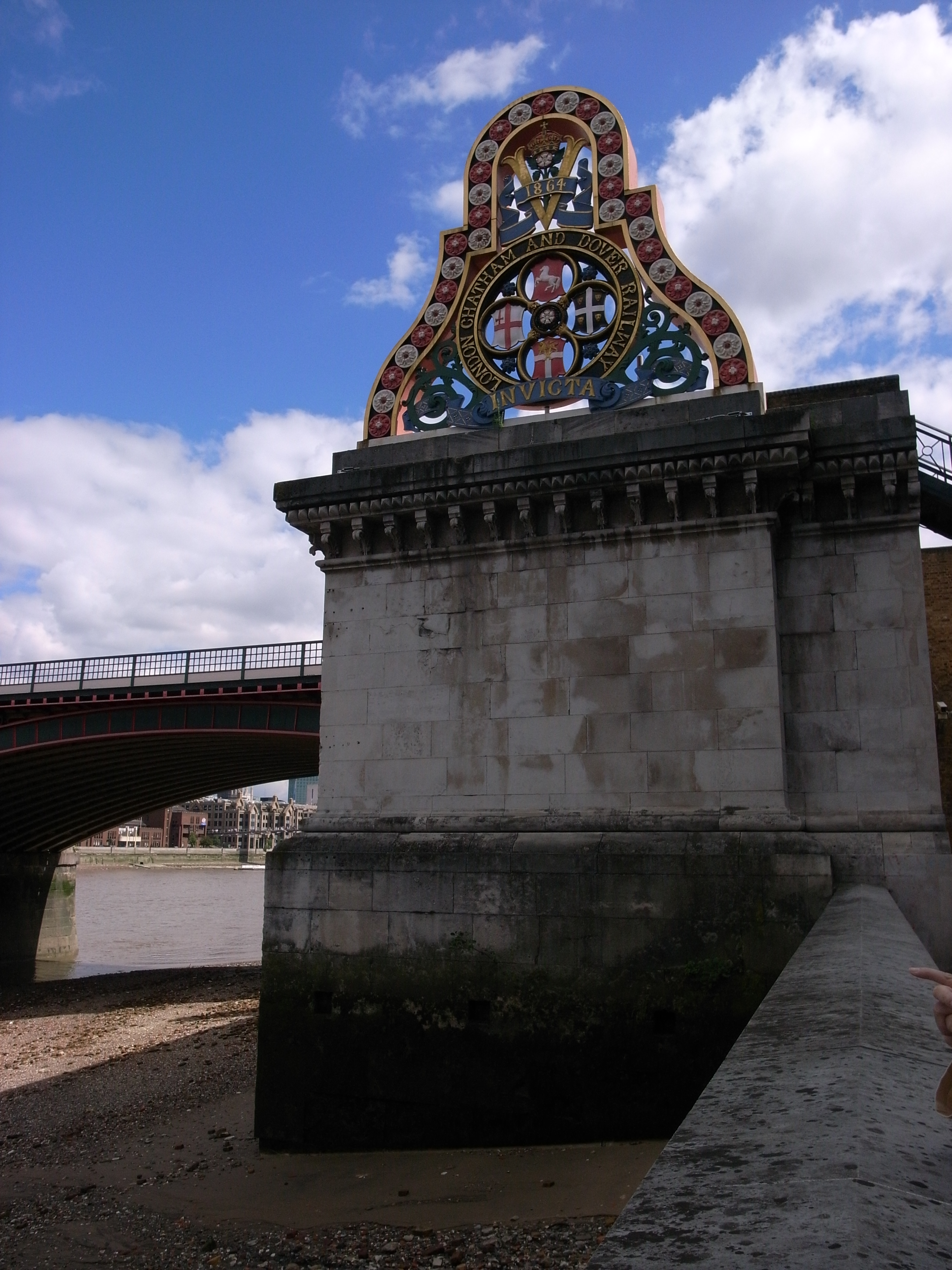
Restos da ponte demolida na margem sul do Tamisa.